# Kim In-Kyung
Kim In-Kyung es un deportista surcoreano que compitió en taekwondo. Ganó una medalla de oro en el Campeonato Mundial de Taekwondo de 1993, en la categoría de –58 kg.

## Palmarés internacional
| Campeonato Mundial | Campeonato Mundial          | Campeonato Mundial | Campeonato Mundial |
| Año                | Lugar                       | Medalla            | Categoría          |
| ------------------ | --------------------------- | ------------------ | ------------------ |
| 1993               | Nueva York (Estados Unidos) | Medalla de oro     | –58 kg             |